# Deudorix sylvana
Deudorix sylvana är en fjärilsart som beskrevs av Charles Oberthür 1913. Deudorix sylvana ingår i släktet Deudorix och familjen juvelvingar. Inga underarter finns listade i Catalogue of Life.